# 世界自由日

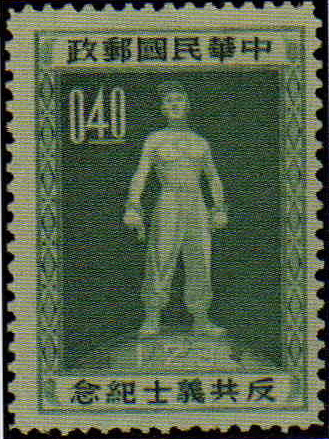
中華郵政於1955年所發行的「反共義士」郵票

世界自由日，舊稱一二三自由日，定於1月23日，源於中華民國紀念1954年1月23日朝鲜战争反共戰俘獲釋、具有反共意義的節慶，1993年改為現名，每年中華民國、世界各地反共人士以及國際上反共陣營皆有一系列慶祝活動。

## 背景
1950年6月，朝鲜战争開始。10月，中國人民志願軍30多萬人參與韓戰，全線反撲，聯合國軍被迫後撤:66。11月26日，志愿军參與朝鲜战争。12月，聯合國軍自平壤敗退:66。1951年10月，韓境停戰談判於板門店舉行:69。
中华人民共和国方面一直堅持要求聯合國軍無條件遣返所有戰俘，無論他們是否願意回到中国大陆，但最终被聯合國軍所拒絕。1952年2月，韓境聯軍總部堅持自由遣返戰俘原則，蓋聯軍在韓境所獲17萬餘戰俘中，有10萬人不願被遣返，尤其在2萬餘名華籍戰俘中，誓死不願遣返者達1萬6千名:69-70。朝鲜战争期間联合国军俘獲戰俘及在陣前易帜之軍人共173,700人，其中中国人民志愿军有21,300人被俘，被俘人员中连排级军官有600人左右、营级30餘人、团级5人、师级1人，主要被关押在巨济岛等地。
1953年6月，韓國釜山戰俘營1萬4千2百餘名華籍反共戰俘上書，請求釋放，並准其到台灣參加中華民國國軍行列:74。同月8日韓戰雙方簽訂換俘協定，具體採納志願遣俘原則，戰俘可以自由決定自己的去向，戰俘的意向由中立國印度等國的代表組成「中立國遣返委員會」負責鑑定，7月27日簽字的《韓境停戰協定》即包括此項換俘協定在內，停戰協定規定應於簽字後60天內（同年9月27日前）交由中立國遣返委員會接管，開始解釋工作，90天內（同年12月22日前）完成解釋，不遣返的戰俘將在另外30天內召開之政治會議決定。但實際解釋工作延至10月16日才開始:125-126:74。有63位反共戰俘在1953年6月時趁韓國釋俘機會，衝出戰俘營，由中國大陸災胞救濟總會接濟，同年10月8日搭包機2架抵達臺北，是首批到臺灣的義士:135。

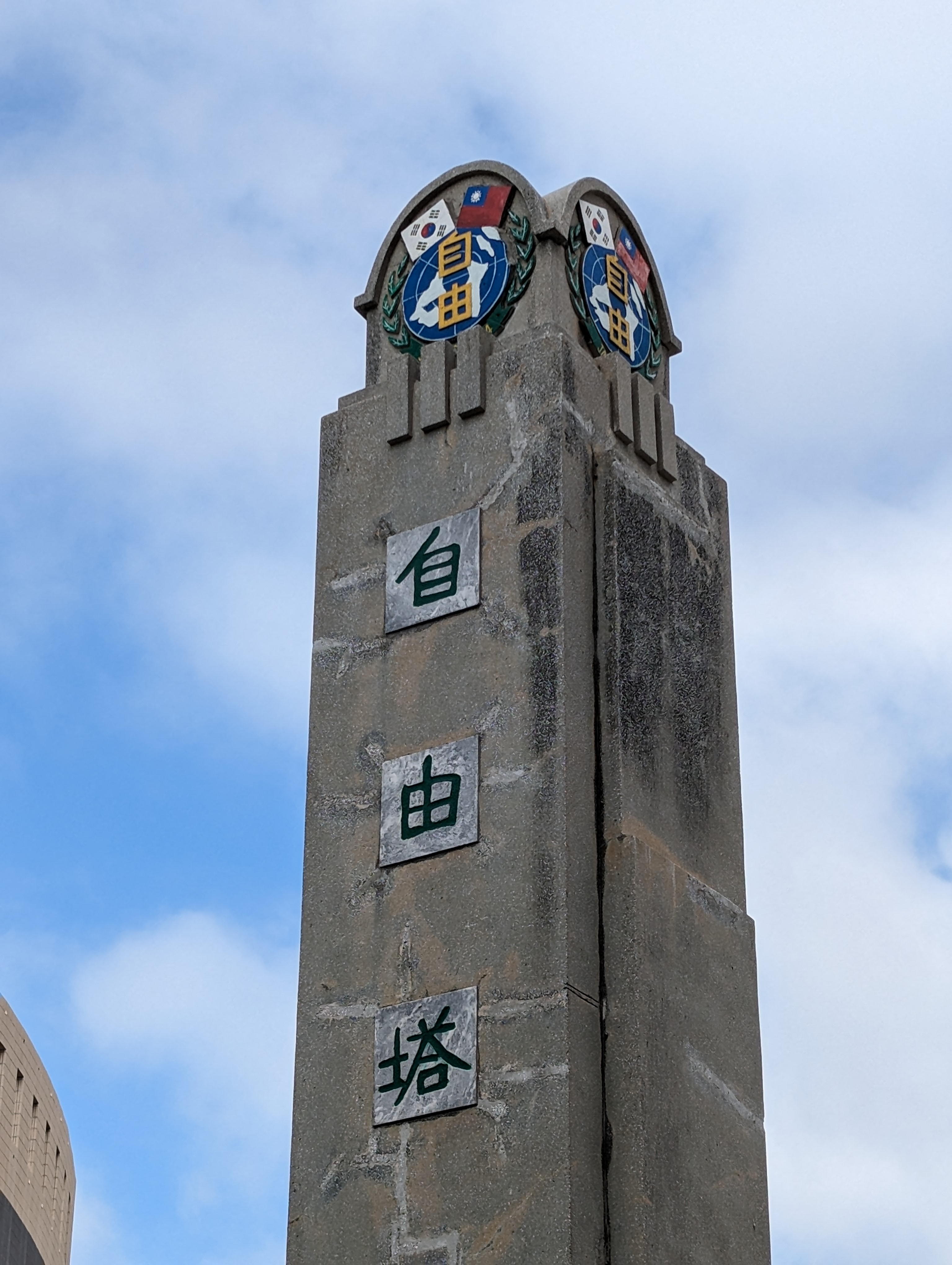
位於澎湖縣馬公市的自由塔，為紀念韓戰結束後投奔自由陣營戰俘而設立的紀念碑。1954年建。

中華民國政府及海內外448個民眾團體為歡迎「反共義士」來歸，1953年9月26日成立「中華民國各界援助留韓中國反共義士委員會」:131-132，經過多次集會商討，同年12月23日舉行第三次全體會議，主張戰俘解釋工作應於當日終止，戰俘監管工作應在1954年1月22日終止並即釋放全體戰俘，大會並通過決議定1954年1月23日為反共義士自由日，並發表自由日運動宣言:143-144。1954年1月4日，聯合國軍統帥赫爾將軍，為「表明人道與正義立場」再鄭重聲明，請負責戰俘事宜的印度代表蒂邁雅必須於1月24日午夜將全體反共戰俘無條件釋放。
1954年1月23日，中華民國政府的代表「接運留韓中國反共義士歸國聯絡小組」和聯軍統帥代表在韓國正式交接14,220名反共戰俘，韓國政府在另外一場交接儀式接收約8,000名韓籍反共戰俘:135-139，當日142名傷病戰俘搭美國軍用機飛抵臺北松山機場，其餘反共戰俘分成三批船運在同月25至27日間抵達基隆港上岸:119，接受全台灣民眾的熱烈歡迎，被称为「韓戰義士」，他們在臺北市遊行，市民張燈結綵表示慶祝。全台灣各大城市自由鐘，都敲響23下。並定1月23日為自由日，以紀念「反共義士」重獲自由。一面通電全世界民主國家，籲請一致響應。此後每年集會慶祝，並有全世界熱愛自由、主持正義人士來臺參加盛會。1954年，於澎湖縣馬公市建了自由塔紀念。
這些反共戰俘到台灣後，除部份安置養老、轉業經商、參加農墾之外，大多加入國軍:142。
中华人民共和国官方認為，表面上看战俘由印度主持对战俘进行了甄别以确定其本人的意愿。實際上，聯合國軍停战谈判代表团首任团长乔埃提出「自願遣返」的方案，试图用“大量朝中战俘拒绝被遣返”的結果来宣扬“共产主义的失败”。志願軍戰俘中也有一部分人是于第二次国共内战中被俘从而加入中國人民解放軍的前中華民國國軍（被称为「解放战士」），這一類戰俘中有不少人不願意在停戰後回到中國大陸。最終选择回大陆的战俘大多受到政治审查、被开除党/团籍或拒绝其入党。组织干事韩子建后来提出重新入党（他在济州岛是升中华人民共和国国旗的组织者之一），被别人要求重新念一遍在归管处写下的交待材料去评定是否够格入党，他表示无话可说，其后自盡:231。
隨著冷戰氣氛轉淡以及兩岸局勢的穩定，中華民國政府終止動員戡亂，各共產主義國家政權也於20世紀末逐一崩解，此紀念日於1993年改名為世界自由日。后来有的台湾战俘经商致富后回大陆投资，受到当地政府热情接待，如战俘张城垣就曾见到这种场面。

## 外部連結
- 數位典藏聯合目錄，衝破鐵幕 紀念一二三自由日專輯 （页面存档备份，存于）